# Baskerville

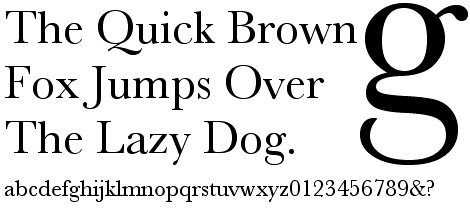
Teckensnittet Baskerville utformat av John Baskerville.

Baskerville är ett typsnitt skapat av den engelske boktryckaren John Baskerville (1706–1775). Denne tillverkade själv all tryckeriutrustning och även sitt eget papper.
Det första stilprovet gavs ut 1756 och är en så kallad transantikva (övergångsform, real, förklassicistisk antikva), alltså en bokstavsform som bildar övergången mellan renässansantikvan och nyantikvan. Det innebär att ansvällningarna (växellinjerna) är rakare än hos renässansantikvan, men inte så raka som hos nyantikvan. Kontrasten mellan grundstreck och hårstreck är heller inte så stor som hos nyantikvan och serifferna inte lika spetsiga. Baskerville har en relativt bred och öppen bokstavsform, vilket ger god läsbarhet. En egenhet för Baskerville är att såväl rakt som kursivt g har ett öppet underhäng. 
Typsnittet har länge varit ett av de mest använda i Sverige.